# Le tre filatrici
Le tre filatrici è una fiaba dei fratelli Grimm. Nel sistema di classificazione Aarne-Thompson il racconto è il numero 14 del tipo 501. È diffuso attraverso l'Europa.

## Trama
La protagonista è una ragazza bellissima ma pigra e poco dedita al duro lavoro. Un giorno i rimproveri di sua madre giungono alle orecchie della regina, che chiede il perché della sua rabbia: la madre, vergognandosi dell'indolenza di sua figlia, si inventa di aver sgridato sua figlia poiché ella non fa altro che filare, tanto che lei non ha più denaro per acquistare il lino. Per mettere alla prova questa millantata abilità la regina porta la fanciulla al suo castello e le promette di darle in sposo il suo primogenito, a patto che ella fili in poco tempo una gran quantità di lino.
La fanciulla, del tutto inadatta al lavoro, trova mille scuse per rimandarlo. Poco prima della scadenza dei termini, mentre la ragazza piange, le appaiono tre donne deformi: una ha un piede piatto, un'altra il labbro rigonfio e l'ultima un pollice storto. Le tre le promettono di aiutarla, a condizione di essere invitate al matrimonio e sedere con lei al tavolo degli sposi. La fanciulla acconsente, e il lavoro viene completato in breve tempo: la regina, soddisfatta, acconsente al matrimonio.
Alla cerimonia, come promesso, arrivano le tre filatrici e siedono al tavolo degli sposi. La regina e e il principe, incuriositi, chiedono loro il perché della loro deformità. La prima risponde di avere il piede piatto per aver schiacciato il pedale dell'arcolaio per una vita intera; la seconda spiega di avere il labbro rigonfio per il continuo inumidire il filo; infine la terza ha il pollice deforme per aver sempre torto il filo. Nell'udire queste parole il principe comunica alla moglie che ella non utilizzera mai più l'arcolaio, in modo da non farle assumere lo stesso orribile aspetto.